# Timothy Ingraham
Pour les articles homonymes, voir Ingraham.
Timothy Ingraham est un général américain de l'Union. Il est né le 5 décembre 1810 à New Bedford, dans le Massachusetts et est décédé le 26 février 1876 à Boston Highlands. Il est inhumé au Rural Cemetery à New Bedford. Il est l'époux de Jane Sarah Woolveston avec laquelle il a 2 enfants.

## Pendant la guerre
Il sert d'abord comme capitaine et commandant de la compagnie L du 3ème régiment d'Infanterie de Volontaires du Massachusetts d'avril à juillet 1861. Il est ensuite nommé lieutenant-colonel au 18ème régiment d'Infanterie de Volontaires du Massachusetts jusqu'à sa promotion au grade de colonel et commandant du 38ème régiment d'Infanterie de Volontaires du Massachusetts en août 1861.
Lors du siège de Port Hudson, il commande la 1ère brigade de la 3ème division du 19ème corps d'armées. Il est ensuite nommé Prevost marshal pour les défenses du nord de Washington. Il est breveté général de brigade de Volontaires le 2 octobre 1865 et quitte l'armée le 3 octobre 1868.

## Sources
- www.findagrave.com (en)
- David & John Eicher, "Civil War High Commands", Stanford University Press, 2002, p° 313 (en)